# Majolika
Majolika je vrsta italijanske keramike, ki je prekrita s kositrno, belo glazuro. Je neprozorna. Barve so nanjo nanesene v več tankih slojih, kar omogoča bogato polihromno dekoracijo. Okrašena je v svetlih barvah na belem ozadju, pogosto upodablja zgodovinske in legendarne scene.

## Ime
Ime menijo, da prihaja iz srednjeveške italijanske besede Majorka, otok na ladijski poti, ki so prinašale špansko-mavrske izdelke iz Valencije v Italijo. Mavrski lončarji iz Majorke so bili slavni tudi na Siciliji in raziskovalci menijo, da so njihovi izdelki dosegli italijansko celino iz Caltagironeja. Alternativna razlaga imena je, da izhaja iz španskega izraza obra de Malaga, ki pomeni »izdelano v Málagi«  ali obra de mélequa, ki pomeni lesk.
V 15. stoletju se je izraz majolika uporabljal izključno za izdelke s kovinsko oziroma kositrno glazuro znani kot Bianchi (bela keramika).  S špansko osvojitvijo Mehike, so izdelke iz kositrne glazirane majolike proizvajali na mehiški planoti že leta 1540, najprej v imitaciji kositrne glazirane keramike, uvožene iz Seville.  Mehiška majolika je znana in slavna kot Talavera keramika.

## Kositrna lončenina
Kositrna glazura ustvarja briljantno belo, motno površino primerno za barvanje. Barve, ki se uporabljajo so kovinski oksidi ali kalcinirana podlaga na neogrevani glazuri, ki absorbira pigment kot fresko, zaradi česar je napake nemogoče popraviti, ohranja pa briljantne barve. Včasih je površina prekrita z drugo glazuro (v italijanščini imenovana coperta), ki daje izdelkom večji sijaj in lesk. Glazura je bila narejena iz peska, vinskih droži, svinčevih in kositrovih spojin. 
Analiza številnih vzorcev italijanske majolika keramike iz srednjega veka je pokazala, da kositer ni bil vedno sestavni del glazure, katerih kemična sestava ni bila konstantna. 
Izdelki petnajstega stoletja, ki so sprožili majoliko kot obliko umetnosti, so bili produkt evolucije, v kateri so srednjeveške s svincem glazirane izdelke izboljšali z dodatkom kositrnih oksidov pod vplivom islamskih izdelkov, uvoženih s Sicilije.  Te arhaične izdelke včasih imenujejo proto - majolika.  Skozi 14. st. se je omejena paleta barv razširila iz tradicionalnega manganovo vijolične in bakreno zelene, s kobaltno modre, antimon rumene in oranžne iz železovega oksida. Sgraffito izdelki so bili narejeni na način, da je bila bela kositrna glazura popraskana. Ostanki sgraffito posod izkopanih iz peči v Baccheretu, Montelupo in v Firencah kažejo, da so bili taki izdelki proizvedeni v večjem obsegu kot v Perugii in Città di Castello, krajih, ki so bili tradicionalno poznani po tej tehniki. 

## Zgodovina
Rafinirana proizvodnja kositrne glazirane keramike, ki je služila več kot lokalnim potrebam, je bila skoncentrirana v osrednji Italiji od poznega 13. stoletja dalje, zlasti v contada v Firencah. Izdelavo je sprejela tudi družina Della Robbia (florentinski kiparji). Pomen se je tukaj zmanjšal v drugi polovici petnajstega stoletja, morda zaradi lokalnega krčenja gozdov, medtem ko je bila proizvodnja razpršena med majhnimi občinami.  Je pa postalo središče v Faenzi. Pomembno je, da v pogodbi iz leta 1490,  triindvajset mojstrov lončarjev iz Montelupa soglaša s prodajo letne proizvodnje Francescu Antinoriju v Firencah. Lončarji v Montelupu so bili ustanovljeni leta 1495 v Medičejski vili v Cafaggiolu, lastnikov Medičejcev. Florentinski izdelki so spodbudili značilno proizvodnjo v petnajstem stoletju v Arezzu in Sieni.
V 15. stoletju je italijanska majolika dosegla presenetljivo stopnjo popolnosti. V Romagni, Faenza, ki je dala ime keramiki fajansa, je proizvaja fine majolike znana iz zgodnjega 15. stoletja. Bologna je proizvajala izdelke iz svinčeve glazure za izvoz. Tudi Orvieto in Deruta sta proizvajala majolike že v 15. stoletju. V 16. stoletju je bila proizvodnja ustanovljena v Castel Durante, Urbinu, Gubbiu in Pesaru. V začetku 16. stoletja prišlo do razvoja istoriato izdelkov, na katerih so bili zelo podrobno naslikani zgodovinski in mitološki prizori. Državni muzej srednjeveške in moderne umetnosti v Arezzu trdi, da ima največjo zbirko istoriato izdelkov v Italiji. Istoriato izdelki so dobro zastopani v Britanskem muzeju v Londonu.
Nekateri majolika izdelki so bili proizvedeni bolj na severu v Padovi, Benetkah in Torinu, pa tudi na jugu v Palermu in Caltagironeju na Siciliji in Laterzi v Apuliji. V 17. stoletju je postala vidni proizvajalec Savona.
V italijanskih mestih so spodbudili začetek nove lončarske industrije s ponujanjem davčnih olajšav, državljanstvom, monopolnimi pravicami in zaščito pred uvozom.
Pomemben dokument iz srede 16. stoletja za tehnike poslikave majolike je razprava Cipriana Piccolpassa, amaterskega lončarja. Posamezni mojstri 16. stoletja kot so Nicole da Urbino, Francesco Xanto Avelli, Guido Durantino in Orazio Fontana iz Urbina, Mastro Giorgio iz Gubbia in Maestro Domenigo iz Benetk vsi zaslužijo individualno obravnavo. Tradicija majolike je zamrla v 18. stoletju zaradi konkurence poceni porcelana in bele lončene posode.
Nekateri od glavnih centrov proizvodnje (npr. Deruta in Montelupo) še vedno proizvajajo majoliko, ki se prodaja po vsem svetu. Moderna majolika je bila videti drugačna od starejše, ker je bila njena glazura običajno motna zaradi cenejšega cirkona namesto kositra, obstajajo pa lončarske delavnice, ki so specializirane za izdelavo kosov pristnega videza renesančnega sloga s pristno kositrno glazuro.
Ime majolika se lahko uporablja za vse vrste kositrno glaziranih predmetov, ne glede na državo proizvodnje. Ime fajansa (faïence)  pa je rezervirano za kasnejše izdelke od 17. stoletja dalje, bodisi v originalnem slogu (italijanskem), tudi francoskem ali pogosteje v nizozemsko - kitajski (Delft) tradiciji. Angleška beseda maiolica se uporablja tudi za viktorijanske majolike, drugačne vrste keramika z jasno, pisano glazuro.

## Renesančna in moderna majolika
- Modro-bela vaza z dekorjem hrastovih listov, Firence, 1430, Louvre
- Faenza, delavnica Casa Pirota, okoli 1510-30 (Walters Art Museum)
- Faenza, istoriato izdelek Baldassara Manara, po Giovanni Antonio da Brescia, okoli 1520 - 47 (Walters Art Museum)
- Posode iz majolike (iz Brockhaus and Efron Encyclopedic Dictionary).
- Mošeja Saint Petersburg, portal iz majolike.
- Moderne ploščice iz Deruta.
- Moderen krožnik iz Caltagirone, Sicilija, poslikan v kobaltno modri.
- Moderna vaza iz Caltagirone, Sicilija.
- Moderen krožnik iz Faenza, prilagojen v traditionalnem japoneskem designu.